# Moses Otuali
Moses Iwenbuke Otuali Omohe (* 27. August 2002 in Lagos) ist ein nigerianisch-deutscher Fußballspieler.

## Karriere
Nach seinen Anfängen in der Jugend des Eimsbütteler TV, des SV Nettelnburg/Allermöhe und des FC Erzgebirge Aue wechselte er im Winter 2020 in die Jugendabteilung des VfL Wolfsburg. Für seinen Verein bestritt er sieben Spiele in der A-Junioren-Bundesliga und vier Spiele für die zweite Mannschaft in der Regionalliga Nord, bei denen ihm insgesamt zwei Tore gelangen. Zur Saison 2021/22 wechselte er innerhalb der Regionalliga Nord zur zweiten Mannschaft des Hamburger SV.
Ende Januar 2023 wechselte er in die 3. Liga zur zweiten Mannschaft von Borussia Dortmund. Dort kam er auch zu seinem ersten Einsatz im Profibereich, als er am 29. Januar 2023, dem 20. Spieltag, bei der 0:1-Heimniederlage gegen den SV Wehen Wiesbaden in der Startformation stand.
Im September 2024 wechselte er in die Regionalliga Südwest zur zweiten Mannschaft von Eintracht Frankfurt.